# 青森県特産品センター
青森県特産品センター（あおもりけんとくさんひんセンター）は青森県内の特産品を販売しているアンテナショップである。また、青森県弘前市周辺の伝統野菜として知られるトウガラシ「清水森ナンバ（品種：弘前在来トウガラシ）」を復活させた、在来津軽「清水森ナンバ」ブランド確立研究会の事務局としても活動している。

## 沿革
- 1985年 - 県特産品センターおよび県内自治体が共同で、県内のスーパーに「ふる里コーナー」を出店。弘前店の前身となる。[3]
- 1996年 - 「ふる里コーナー」が津軽藩ねぷた村内に移転する[3]。

## 店舗
青森県弘前市と東京都中央区に店舗が所在しており、いずれの店舗も季節ごとの特産品を揃えるとしている。

### 弘前店

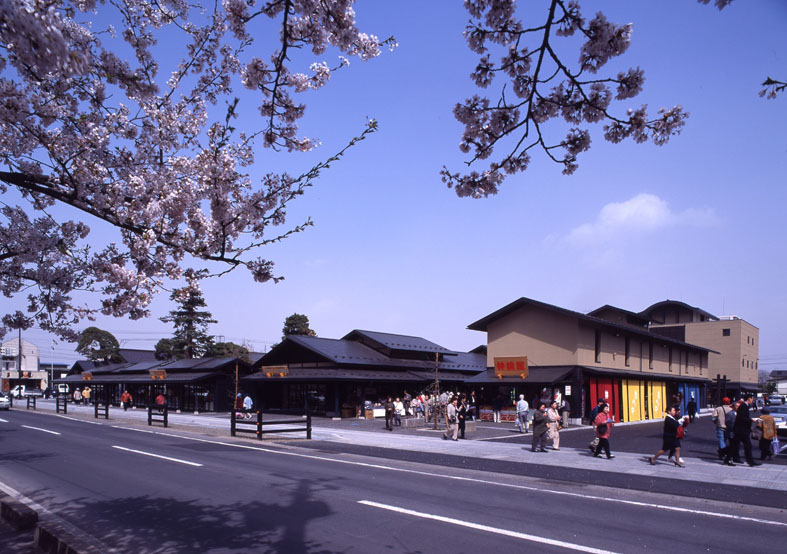
津軽藩ねぷた村

青森県弘前市に所在。1985年、県特産品センターおよび県内の67市町村（当時）が地域産業の販路開拓や生産地の地域おこしを目的として、大型スーパーマーケット内に設置した店舗が前身である。1996年、弘前公園に隣接する観光施設「津軽藩ねぷた村」内に移設した。
県内全域の農水産加工品・特産品・菓子および民工芸品・郷土書籍・郷土映像音響商品（CD・DVD）を扱っている。
営業情報
営業時間 - ９時から17時（弘前公園イベント開催時は変更する場合有り）
- 定休日 - なし（年中無休）

交通
- JR東日本奥羽本線・弘南鉄道弘南線 弘前駅から。
  - 弘南バス
    - 津軽藩ねぷた村バス停下車
      - ためのぶ号（津軽藩ねぷた村・りんご公園線） ※冬期運休。

    - 亀の甲町角バス停下車、徒歩約1分。
      - 浜の町経由 弘前駅〜藤代営業所線
      - 鬼沢経由 弘前〜堂ヶ沢・十腰内・鯵ヶ沢線
      - 糠坪・楢の木経由 弘前〜堂ヶ沢線
      - 三世寺経由 板柳・笹館・十腰内線
      - 弘前〜船沢・三ツ森線
      - 弘前駅〜岩賀線
      - ミニバス 弘前バスターミナル〜土堂線

  - タクシーで約10分。
- JR東日本東北新幹線・奥羽本線 新青森駅から車で約45分。

自動車
- 東北自動車道から
  - 大鰐弘前ICより約20分。
  - 黒石ICより約25分。

### 東京店
東京都中央区に所在。販売取扱商品は約500アイテム。季節により青森りんご（生産量日本一の自治体である弘前市とその周辺で生産されたものを販売）やにんにく、長芋など、青森県が日本一の生産量となっている果物や野菜類をはじめ、同県内の漁港から直送された魚介類や旬の山菜を販売するイベントも開催している。
営業情報
営業時間 - 10時から18時30分（土曜日は15時30分まで）
- 定休日 - 日曜・祝日・年末年始

交通
- 東京メトロ有楽町線新富町駅・日比谷線八丁堀駅、都営地下鉄浅草線宝町駅より徒歩5分。